# 奧格尼揚·格爾吉科夫
奧格尼揚·斯特凡諾夫·格爾吉科夫（1946年3月19日—），是保加利亚政治人物和法學家，曾任代理保加利亚总理。

## 生平
格爾吉科夫曾就讀索非亚大学，1979年起在索非亚大学司法學院擔任講師，及後自1994年成為法律研究教授。
2001年7月5日至2005年2月4日，格爾吉科夫擔任保加利亞國民議會主席，又兩度成為屬穩定與進步國家運動的國民議會議員。他也是著名的巴爾幹山脈勳章持有人，由前總統格奥尔基·珀尔瓦诺夫授與。
格爾吉科夫除擁有保加利亞國籍外，還擁有德國及俄羅斯國籍。